# Arteriola aferente del glomérulo

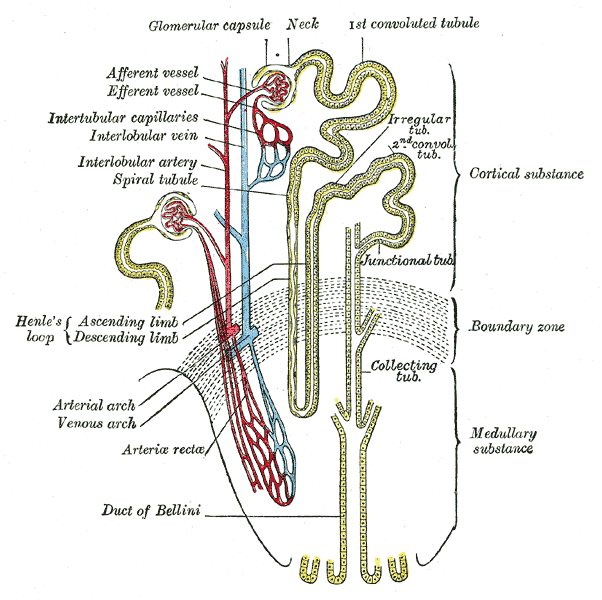
Esquema del túbulo renal y de su suministro vascular. (La arteriola aferente se observa a la entrada del glomérulo).

Las arteriolas aferentes son un grupo de vasos sanguíneos que suministran sangre a las nefronas. Juegan un papel fundamental en la regulación de la presión sanguínea como parte del mecanismo de retroalimentación túbuloglomerular.

## Origen
La arteria renal, que proporciona sangre a los riñones, se subdivide en arterias interlobares. Éstas, al llegar a la zona de la corteza renal se dividen para dar lugar a las arterias arqueadas o arcuatas, que a lo largo de su recorrido por la unión corticomedular originan varias arterias interlobulillares. Las arterias interlobulillares a su vez ascienden por la corteza renal y se ramifican en las arteriolas aferentes para cada nefrona. Una vez en el interior de la cápsula de Bowman, las arteriolas aferentes forman los capilares del glomérulo. A la salida del glomérulo, los capilares convergen en la arteriola eferente.
En general en el organismo, una red de capilares se encuentra ubicada entre una arteriola y una vénula. Sin embargo, en el riñón se encuentra un capilar (glomèrulo) entre dos arteriolas (aferente y eferente). Esta (arteriola eferente) a su vez da lugar a redes capilares (la red capilar peritubular y los vasa recta) que rodean las nefronas. Se dice por ello que en el riñón existe un sistema porta arterial, por comparación con los sistemas porta venosos que se encuentran en el hígado y en la hipófisis, en los que existe una vena interpuesta entre dos redes capilares.

## Control de la presión arterial
Cuando el flujo sanguíneo renal se reduce (lo que indica hipotensión o reducción del volumen sanguíneo global, como ocurre durante una hemorragia) o cuando se produce una reducción en la concentración de iones sodio y cloro, la mácula densa del aparato yuxtaglomerular localizado en el túbulo distal libera prostaglandinas, lo que origina que las células yuxtaglomerulares en contacto con la arteriola aferente liberen renina a su vez. La renina activa el sistema renina-angiotensina-aldosterona, cuyo objetivo es incrementar la retención de sodio en el riñón y aumentar la presión sanguínea vía aldosterona.